# Flame (film)
Pour les articles homonymes, voir Flame.
Flame (ou Slade in Flame) est un film britannique réalisé par Richard Loncraine et sorti en 1975.

## Fiche technique
- Titre alternatif : Slade in Flame
- Réalisation : Richard Loncraine
- Durée : 91 minutes

## Distribution
- Jimmy Gardner
- Don Powell
- Jim Lea
- Noddy Holder
- Kenneth Colley